# Awara, Fukui
Awara (あわら市 Awara-shi) là một thành phố thuộc tỉnh Fukui, Nhật Bản.